# Správní obvod obce s rozšířenou působností Přerov
Správní obvod obce s rozšířenou působností Přerov je od 1. ledna 2003 jedním ze tří správních obvodů rozšířené působnosti obcí v okrese Přerov v Olomouckém kraji. Čítá 59 obcí.
Města Přerov a Kojetín jsou obcemi s pověřeným obecním úřadem.

## Seznam obcí
Poznámka: Města jsou vyznačena tučně, městyse kurzívou.
- Beňov
- Bezuchov
- Bochoř
- Brodek u Přerova
- Buk
- Císařov
- Citov
- Čechy
- Čelechovice
- Dobrčice
- Domaželice
- Dřevohostice
- Grymov
- Horní Moštěnice
- Hradčany
- Kojetín
- Kokory
- Křenovice
- Křtomil
- Lazníčky
- Lazníky
- Lhotka
- Lipová
- Líšná
- Lobodice
- Měrovice nad Hanou
- Nahošovice
- Nelešovice
- Oldřichov
- Oplocany
- Oprostovice
- Pavlovice u Přerova
- Podolí
- Polkovice
- Prosenice
- Přerov
- Přestavlky
- Radkova Lhota
- Radkovy
- Radslavice
- Radvanice
- Rokytnice
- Říkovice
- Sobíšky
- Stará Ves
- Stříbrnice
- Sušice
- Šišma
- Tovačov
- Troubky
- Tučín
- Turovice
- Uhřičice
- Věžky
- Vlkoš
- Výkleky
- Zábeštní Lhota
- Žákovice
- Želatovice

## Obyvatelstvo
| Rok  | Obyv.  | ± %     |
| ---- | ------ | ------- |
| 1869 | 43 347 | —       |
| 1880 | 50 864 | +17,3 % |
| 1890 | 55 829 | +9,8 %  |
| 1900 | 62 353 | +11,7 % |
| 1910 | 70 766 | +13,5 % |

| Rok  | Obyv.  | ± %     |
| ---- | ------ | ------- |
| 1921 | 73 117 | +3,3 %  |
| 1930 | 75 886 | +3,8 %  |
| 1950 | 69 667 | −8,2 %  |
| 1961 | 79 487 | +14,1 % |
| 1970 | 85 717 | +7,8 %  |

| Rok  | Obyv.  | ± %    |
| ---- | ------ | ------ |
| 1980 | 90 454 | +5,5 % |
| 1991 | 88 295 | −2,4 % |
| 2001 | 85 534 | −3,1 % |
| 2011 | 81 388 | −4,8 % |
| 2021 | 76 610 | −5,9 % |